# 光紫黄芩
光紫黄芩（学名：Scutellaria laeteviolacea）为唇形科黄芩属下的一个种。

## 扩展阅读
- 維基物種上的相關：光紫黄芩